# 密点胡椒鲷
密点胡椒鲷（学名：Plectorhynchus punctatissimus）为石鲈科胡椒鲷属的鱼类。分布于印度洋塞舌耳群岛和毛里求斯、南到太平洋澳大利亚昆士兰沿岸以及西沙群岛等。